# 480 kilomètres de Donington 1989
Navigation
Édition suivante
Les 480 kilomètres de Donington 1989 (officiellement appelé le Wheatcroft Gold Cup), disputées le 3 septembre 1989 sur le circuit de Donington Park, sont la sixième manche du Championnat du monde des voitures de sport 1989.

## La course

### Classement de la course
Voici le classement officiel au terme de la course,.
- Les premiers de chaque catégorie du championnat du monde sont signalés par un fond jaune.
- Pour la colonne Pneus, il faut passer le curseur au-dessus du modèle pour connaître le manufacturier de pneumatiques.
- Les voitures ne réussissant pas à parcourir 75% de la distance du gagnant sont non classées (NC).

| Pos  | Classe | no  | Écurie                            | Pilotes                               | Châssis                            | Pneus | Tours | Temps                      |
| Pos  | Classe | no  | Écurie                            | Pilotes                               | Moteur                             | Pneus | Tours | Temps                      |
| ---- | ------ | --- | --------------------------------- | ------------------------------------- | ---------------------------------- | ----- | ----- | -------------------------- |
| 1    | C1     | 62  | Team Sauber Mercedes              | Jean-Louis Schlesser Jochen Mass      | Sauber C9                          | M     | 120   | 2 h 57 min 50 s 883        |
| 1    | C1     | 62  | Team Sauber Mercedes              | Jean-Louis Schlesser Jochen Mass      | Mercedes-Benz M119 5.0L V8 Turbo   | M     | 120   | 2 h 57 min 50 s 883        |
| 2    | C1     | 61  | Team Sauber Mercedes              | Kenny Acheson Mauro Baldi             | Sauber C9                          | M     | 120   | + 51 s 894                 |
| 2    | C1     | 61  | Team Sauber Mercedes              | Kenny Acheson Mauro Baldi             | Mercedes-Benz M119 5.0L V8 Turbo   | M     | 120   | + 51 s 894                 |
| 3    | C1     | 23  | Nissan Motorsports International  | Mark Blundell Julian Bailey           | Nissan R89C                        | D     | 120   | + 1 min 38 s 463           |
| 3    | C1     | 23  | Nissan Motorsports International  | Mark Blundell Julian Bailey           | Nissan VRH35Z 3.5L V8 Turbo        | D     | 120   | + 1 min 38 s 463           |
| 4    | C1     | 7   | Joest Racing                      | Frank Jelinski Bob Wollek             | Porsche 962C                       | G     | 119   | + 1 tour                   |
| 4    | C1     | 7   | Joest Racing                      | Frank Jelinski Bob Wollek             | Porsche Type-935 3.0L Flat-6 Turbo | G     | 119   | + 1 tour                   |
| 5    | C1     | 5   | Hydro Aluminium Brun Motorsport   | Harald Huysman Oscar Larrauri         | Porsche 962C                       | Y     | 119   | + 1 tour                   |
| 5    | C1     | 5   | Hydro Aluminium Brun Motorsport   | Harald Huysman Oscar Larrauri         | Porsche Type-935 3.0L Flat-6 Turbo | Y     | 119   | + 1 tour                   |
| 6    | C1     | 19  | Aston Martin Ecurie Ecosse        | David Leslie Michael Roe              | Aston Martin AMR1                  | G     | 118   | + 2 tours                  |
| 6    | C1     | 19  | Aston Martin Ecurie Ecosse        | David Leslie Michael Roe              | Aston Martin RDP87 6.0L V8 Atmo    | G     | 118   | + 2 tours                  |
| 7    | C1     | 18  | Aston Martin Ecurie Ecosse        | David Sears (en) Brian Redman         | Aston Martin AMR1                  | G     | 118   | + 2 tours                  |
| 7    | C1     | 18  | Aston Martin Ecurie Ecosse        | David Sears (en) Brian Redman         | Aston Martin RDP87 6.0L V8 Atmo    | G     | 118   | + 2 tours                  |
| 8    | C1     | 8   | Blaupunkt Sachs Joest Racing      | Henri Pescarolo Jean-Louis Ricci      | Porsche 962C                       | G     | 117   | + 3 tours                  |
| 8    | C1     | 8   | Blaupunkt Sachs Joest Racing      | Henri Pescarolo Jean-Louis Ricci      | Porsche Type-935 3.0L Flat-6 Turbo | G     | 117   | + 3 tours                  |
| 9    | C1     | 13  | Courage Compétition               | Pascal Fabre Hervé Regout             | Cougar C22S                        | G     | 117   | + 3 tours                  |
| 9    | C1     | 13  | Courage Compétition               | Pascal Fabre Hervé Regout             | Porsche Type-935 3.0L Flat-6 Turbo | G     | 117   | + 3 tours                  |
| 10   | C1     | 37  | Toyota Team Tom's                 | Johnny Dumfries John Watson           | Toyota 89C-V                       | B     | 116   | + 4 tours                  |
| 10   | C1     | 37  | Toyota Team Tom's                 | Johnny Dumfries John Watson           | Toyota R32V 3.2L V8 Turbo          | B     | 116   | + 4 tours                  |
| 11   | C1     | 14  | Richard Lloyd Racing              | Tiff Needell Derek Bell               | Porsche 962C GTi                   | G     | 115   | + 5 tours                  |
| 11   | C1     | 14  | Richard Lloyd Racing              | Tiff Needell Derek Bell               | Porsche Type-935 3.0L Flat-6 Turbo | G     | 115   | + 5 tours                  |
| 12   | C1     | 10  | Porsche Kremer Racing             | George Fouché Giovanni Lavaggi        | Porsche 962CK6                     | Y     | 114   | + 6 tours                  |
| 12   | C1     | 10  | Porsche Kremer Racing             | George Fouché Giovanni Lavaggi        | Porsche Type-935 3.0L Flat-6 Turbo | Y     | 114   | + 6 tours                  |
| 13   | C2     | 107 | Tiga Racing Team                  | Jari Nurminen (en) Tony Trevor        | Tiga GC289                         | G     | 114   | + 6 tours                  |
| 13   | C2     | 107 | Tiga Racing Team                  | Jari Nurminen (en) Tony Trevor        | Ford Cosworth DFL 3.5L V8 Atmo     | G     | 114   | + 6 tours                  |
| 14   | C2     | 171 | Team Mako                         | James Shead (en) Robbie Stirling (en) | Spice SE88C                        | G     | 114   | + 6 tours                  |
| 14   | C2     | 171 | Team Mako                         | James Shead (en) Robbie Stirling (en) | Ford Cosworth DFL 3.5L V8 Atmo     | G     | 114   | + 6 tours                  |
| 15   | C2     | 101 | Chamberlain Engineering           | Fermín Velez Nick Adams               | Spice SE89C                        | G     | 113   | + 7 tours                  |
| 15   | C2     | 101 | Chamberlain Engineering           | Fermín Velez Nick Adams               | Ford Cosworth DFL 3.5L V8 Atmo     | G     | 113   | + 7 tours                  |
| 16   | C1     | 40  | Swiss Team Salamin                | Antoine Salamin Max Cohen-Olivar      | Porsche 962C                       | G     | 110   | + 10 tours                 |
| 16   | C1     | 40  | Swiss Team Salamin                | Antoine Salamin Max Cohen-Olivar      | Porsche Type-935 3.0L Flat-6 Turbo | G     | 110   | + 10 tours                 |
| NC†  | GTP    | 201 | Mazdaspeed                        | Pierre Dieudonné David Kennedy        | Mazda 767B                         | D     | 111   | Dernier tour trop lent     |
| NC†  | GTP    | 201 | Mazdaspeed                        | Pierre Dieudonné David Kennedy        | Mazda 13J 2.6L 4-Rotor             | D     | 111   | Dernier tour trop lent     |
| NC†  | C2     | 108 | Roy Baker Racing GP Motorsport    | Dudley Wood Philippe de Henning       | Spice SE87C                        | G     | 108   | Dernier tour trop lent     |
| NC†  | C2     | 108 | Roy Baker Racing GP Motorsport    | Dudley Wood Philippe de Henning       | Ford Cosworth DFL 3.5L V8 Atmo     | G     | 108   | Dernier tour trop lent     |
| Abd. | C1     | 2   | Silk Cut Jaguar                   | Alain Ferté Andy Wallace              | Jaguar XJR-11                      | D     | 115   | Panne sèche                |
| Abd. | C1     | 2   | Silk Cut Jaguar                   | Alain Ferté Andy Wallace              | Jaguar JV6 3.5L V6 Turbo           | D     | 115   | Panne sèche                |
| Abd. | C2     | 151 | Pierre-Alain Lombardi             | Pierre-Alain Lombardi Bruno Sotty     | Spice SE86C                        | G     | 107   | Panne sèche                |
| Abd. | C2     | 151 | Pierre-Alain Lombardi             | Pierre-Alain Lombardi Bruno Sotty     | Ford Cosworth DFL 3.5L V8 Atmo     | G     | 107   | Panne sèche                |
| Abd. | C2     | 111 | PC Automotive                     | Richard Piper Olindo Iacobelli        | Spice SE88C                        | G     | 106   | Feu                        |
| Abd. | C2     | 111 | PC Automotive                     | Richard Piper Olindo Iacobelli        | Ford Cosworth DFL 3.5L V8 Atmo     | G     | 106   | Feu                        |
| Abd. | C2     | 102 | Chamberlain Engineering           | Luigi Taverna John Williams           | Spice SE86C                        | G     | 101   | Panne sèche                |
| Abd. | C2     | 102 | Chamberlain Engineering           | Luigi Taverna John Williams           | Hart 418T 1.8L I4 Turbo            | G     | 101   | Panne sèche                |
| Abd. | C1     | 26  | France Prototeam                  | Claude Ballot-Léna Bernard Thuner     | Spice SE88C                        | G     | 91    | Problèmes électriques      |
| Abd. | C1     | 26  | France Prototeam                  | Claude Ballot-Léna Bernard Thuner     | Ford Cosworth DFL 3.5L V8 Atmo     | G     | 91    | Problèmes électriques      |
| Abd. | C2     | 178 | Didier Bonnet                     | Joel Aulen Gérard Tremblay            | Tiga GC289                         | G     | 68    | Boite de vitesses          |
| Abd. | C2     | 178 | Didier Bonnet                     | Joel Aulen Gérard Tremblay            | Ford Cosworth DFL 3.5L V8 Atmo     | G     | 68    | Boite de vitesses          |
| Abd. | C1     | 21  | Spice Engineering                 | Eliseo Salazar Tim Harvey (en)        | Spice SE89C                        | G     | 66    | Problèmes électriques      |
| Abd. | C1     | 21  | Spice Engineering                 | Eliseo Salazar Tim Harvey (en)        | Ford Cosworth DFZ 3.5L V8 Atmo     | G     | 66    | Problèmes électriques      |
| Abd. | C1     | 6   | Repsol Brun Motorsport            | Walter Brun Jesús Pareja              | Porsche 962C                       | Y     | 49    | Moteur                     |
| Abd. | C1     | 6   | Repsol Brun Motorsport            | Walter Brun Jesús Pareja              | Porsche Type-935 3.0L Flat-6 Turbo | Y     | 49    | Moteur                     |
| Abd. | C1     | 1   | Silk Cut Jaguar                   | Jan Lammers Patrick Tambay            | Jaguar XJR-11                      | D     | 45    | Distribution               |
| Abd. | C1     | 1   | Silk Cut Jaguar                   | Jan Lammers Patrick Tambay            | Jaguar JV6 3.5L V6 Turbo           | D     | 45    | Distribution               |
| Abd. | C1     | 22  | Spice Engineering                 | Wayne Taylor Thorkild Thyrring        | Spice SE89C                        | G     | 42    | Problèmes électriques      |
| Abd. | C1     | 22  | Spice Engineering                 | Wayne Taylor Thorkild Thyrring        | Ford Cosworth DFZ 3.5L V8 Atmo     | G     | 42    | Problèmes électriques      |
| Abd. | C1     | 16  | Hydro Aluminium Brun Motorsport   | Stanley Dickens Uwe Schäfer           | Porsche 962C                       | Y     | 29    | Accident                   |
| Abd. | C1     | 16  | Hydro Aluminium Brun Motorsport   | Stanley Dickens Uwe Schäfer           | Porsche Type-935 3.0L Flat-6 Turbo | Y     | 29    | Accident                   |
| Abd. | C1     | 29  | Mussato Action Car                | Bruno Giacomelli Franco Scapini       | Lancia LC2                         | D     | 28    | Accident                   |
| Abd. | C1     | 29  | Mussato Action Car                | Bruno Giacomelli Franco Scapini       | Ferrari 308C 3.0L V8 Turbo         | D     | 28    | Accident                   |
| Abd. | C2     | 177 | Automobiles Louis Descartes       | Marc Fontan Alain Serpaggi            | ALD C289                           | G     | 24    | Boite de vitesses          |
| Abd. | C2     | 177 | Automobiles Louis Descartes       | Marc Fontan Alain Serpaggi            | Ford Cosworth DFL 3.5L V8 Atmo     | G     | 24    | Boite de vitesses          |
| Abd. | C2     | 106 | Porto Kaleo Team                  | Ranieri Randaccio Pasquale Barberio   | Tiga GC288/9                       | G     | 17    | Problèmes électriques      |
| Abd. | C2     | 106 | Porto Kaleo Team                  | Ranieri Randaccio Pasquale Barberio   | Ford Cosworth DFL 3.5L V8 Atmo     | G     | 17    | Problèmes électriques      |
| Abd. | C2     | 105 | Porto Kaleo Team Roy Baker Racing | Stefano Sebastiani Mike Kimpton       | Tiga GC289                         | G     | 0     | Arbre de transmission      |
| Abd. | C2     | 105 | Porto Kaleo Team Roy Baker Racing | Stefano Sebastiani Mike Kimpton       | Ford Cosworth DFL 3.5L V8 Atmo     | G     | 0     | Arbre de transmission      |
| Np.  | C1     | 17  | Dauer Racing (en)                 | Jochen Dauer (de) Will Hoy            | Porsche 962C                       | G     | -     | Accident durant les essais |
| Np.  | C1     | 17  | Dauer Racing (en)                 | Jochen Dauer (de) Will Hoy            | Porsche Type-935 3.0L Flat-6 Turbo | G     | -     | Accident durant les essais |
| Np.  | C1     | 20  | Team Davey                        | Tim Lee-Davey                         | Porsche 962C                       | D     | -     | Voiture vendu              |
| Np.  | C1     | 20  | Team Davey                        | Tim Lee-Davey                         | Porsche Type-935 3.0L Flat-6 Turbo | D     | -     | Voiture vendu              |

† – La Mazda 767B n°201 de l'écurie Mazdaspeed et la Tiga GC289 n°108 de l'écurie Roy Baker Racing n'ont pas été classées pour cause d'avoir bouclé le dernier tour de course à une vitesse trop lente.

## Pole position et record du tour
- Pole position :  Mauro Baldi (#61 Team Sauber Mercedes) en 1 min 19 s 123
- Meilleur tour en course :  Julian Bailey (#23 Nissan Motorsports International) en 1 min 24 s 500

## Tours en tête
- no 61 Sauber C9 - Team Sauber Mercedes : 10 tours (1-10)
- no 1 Jaguar XJR-11 - Silk Cut Jaguar : 4 tours (11 / 19-21)
- no 62 Sauber C9 - Team Sauber Mercedes : 53 tours (12-18 / 22-36 / 90-120)
- no 23 Nissan R89C - Nissan Motorsports International : 53 tours (37-89)

## À noter
- Longueur du circuit : 4,023 km
- Distance parcourue par les vainqueurs : 482,803 km